# Товариство фахівців із візуальних ефектів
Товариство фахівців із візуальних ефектів (англ. Visual Effects Society, скор. VES) — організація, що об'єднує понад 4000 фахівців з 42 країн, які мають відношення до візуальних ефектів, причому багато хто з них обіймають керівні посади. З 2003 року товариство проводить церемонію вручення спеціальної кінонагороди (VES Awards), крім того, під його патронатом проводиться понад 25 навчальних заходів.

## Історія
VES заснували в 1997 році, різні групи фахівців, які працювали в галузі інформаційних технологій для кіноіндустрії. Технологічний комітет VES організував зустріч для обговорення застосування операційної системи Linux, перед її появою. На цю зустріч прибули не тільки люди, безпосередньо зайняті у виробництві спецефектів, а й представники кіностудій і розробники технологій. Аналогічна зустріч наступного року містила вже обмін й іншими знаннями між учасниками.
До 2005 року кількість членів спільноти становила приблизно 1100 учасників. При цьому діяльність ради директорів організації була націлена на подальше розширення географії членів товариства та збільшення їх числа. Рада директорів сподівалася на досягнення числа 1500 учасників вже до кінця 2005 року і досягнення числа 3000 протягом п'яти років. Для досягнення своєї мети планувалося створення регіональних підрозділів як у США (у Північній Каліфорнії та на Східному узбережжі), так і за кордоном (наприклад, у Канаді, Великій Британії, Індії, Австралії та Новій Зеландії).

## Концепція
Метою створення такого товариства стало бажання налагодити взаємодію між такими фахівцями, які мають стосунок до візуальних ефектів. Наприклад, членам різних голлівудських гільдій і товариств, які входять до VES, стало простіше знаходити глядачів-професіоналів для організації попередніх переглядів фільмів, створених цими учасниками.
Під патронажем VES проводиться низка спеціалізованих заходів, найвідомішими з яких є церемонія нагородження VES Awards та фестиваль. Фестиваль складається з низки панельних дискусій і показів найцікавіших (з точки зору фахівців) сучасних та історичних кіноробіт. Крім цього, в рамках фестивалю проводяться різні семінари, деталізовані презентації про процес створення візуальних ефектів. Територіально фестиваль проводиться в Лос-Анджелесі та Франкфурті-на-Майні.

## VES Awards
Метою створення церемонії було бажання створити певну платформу, на основі якої відзначатимуть видатні роботи за минулий рік. Участь у церемонії добровільна. Добровольці переглядають весь матеріал, що демонструється на контрольних показах, голосують за номінації та вручення нагород вподобаним роботам.
Перша церемонія вручення нагород відбулася 19 лютого 2003 року в Лос-Анджелесі. На церемонії були присутні понад 350 фахівців у галузі візуальних ефектів і постпродукції. Нагороди було вручено в понад 20 категоріях, що охоплювали телебачення, комерційну рекламу, музичні відеокліпи та художні фільми. Найбільшими лауреатами стали фільм «Володар перснів: Дві вежі», який здобув 8 нагород у категоріях для художніх фільмів, і мінісеріал «Динотопія», який здобув 4 нагороди в категоріях для телебачення. Головним спонсором заходу виступила компанія Autodesk.